# Wedowee
Wedowee es un pueblo ubicado en el condado de Randolph en el estado estadounidense de Alabama. En el censo de 2000, su población era de 818.

## Demografía
En el 2000 la renta per cápita promedia del hogar era de $26,136, y el ingreso promedio para una familia era de $37,292. El ingreso per cápita para la localidad era de $12,638. Los hombres tenían un ingreso per cápita de $24,250 contra $22,250 para las mujeres.

## Geografía
Wedowee está situado en 33°18′31″N 85°29′8″O / 33.30861, -85.48556 (33.308603, -85.485447)
Según la Oficina del Censo de los EE. UU., la ciudad tiene un área total de 3.53 millas cuadradas (9.16 km²).